# Phare de l'île aux Galets

Le phare de l'île aux Galets (en anglais : Ile Aux Galets Light), est un phare du nord-est du lac Michigan situé sur l'île aux Galets dans le Comté d'Emmet, Michigan. Également connu sous le nom de Skillagalee Island Light, il se trouve entre l'île Beaver et le continent, à environ 11 km au nord-ouest de Cross Village (en). Il prévient du danger des récifs de Waugoshance Point (en) et l'approche du phare de Grays Ref, du phare de Waugoshance et du phare de White Shoal.
Ce phare est inscrit au Registre national des lieux historiques depuis le 19 juillet 1984 sous le n° 84001389 et déclaré National Historic Landmark au Michigan depuis le 20 janvier 1999. et le Michigan State Historic Preservation Office depuis le 25 février 1988.
Highlands .
Cross Village (en)

## Historique
L'île aux Galets abrite une importante colonie de goéland à bec cerclé. Son nom a été donné par les premiers explorateurs français. On dit que les anglophones ont trouvé le nom français imprononçable, et lui ont donné le nom de "Skillagalee". 
Il y a de nombreuses épaves près de l'île. Cependant, le 27 septembre 1850, la perte de l' AD Patchin, un bateau à roues à aubes en bois de 69 m de long et construit à Trenton en 1846, a conduit à la construction de la première lumière sur l'île. Chargé de marchandises, le bateau dans le passage du Grays Reef a été perturbé par des courants qui l'ont attiré sur le rivage de Skillagalee. Son équipage s'est échappé et a été sauvé, mais les vents violents et les intempéries ont contrecarré de nombreuses tentatives pour le libérer. 
Le Congrès a affecté des crédits pour construire une lumière sur l'île en 1851, et la tâche a été entreprise par le Département du Trésor des États-Unis, le prédécesseur administratif de l'United States Lighthouse Board. En raison en partie de l'exposition extrême de l'île, ce phare s'est gravement et rapidement détérioré et a été remplacé en 1868.
En 1888, le Lighthouse Board a construit la tour actuelle et l'a équipée d'une lentille de Fresnel de quatrième ordre. Il s'agit du troisième phare de l'île.  Ce "beau" phare partage sa conception et sa forme avec un seul autre, le phare de Port Sanilac, sur le lac Huron. 
En 1890, les signaux de brume de la station sont passés de la sirène à vapeur d'origine à des sifflets à vapeur de 250 mm. Le 4 octobre, la barge à vapeur du phare RUBY a livré une équipe de travail et l'équipement nécessaire pour la mise à niveau. Au cours du mois, la tâche fut terminée et les vieilles sirènes furent ensuite transférées au phare Beaver Island. En 1894, le hangar à bateaux, les embarcations et le quai de débarquement ont été déplacés en raison des niveaux d'eau toujours fluctuants. 
L'îlot et le phare ont été occupés par des gardiens de phare de 1850 à 1969, lorsque la lentille de Fresnel a été retirée. À l'époque, une équipe de la Garde côtière a rasé toutes les structures (bâtiment des signaux de brume, maison du gardien, hangar de stockage de pétrole et hangar à bateaux), ne laissant que la tour au milieu de l'île. Une lentille en plastique acrylique automatisée ML-300 Tideland Signal (en) de 300 mm a été placée dans la lanterne, alimentée par des batteries de 12 volts attachées à un réseau photovoltaïque monté sur la balustrade du parapet.
En juin 2011, le phare a été déclaré excédentaire par rapport aux besoins de la Garde côtière et mis à la disposition par l'Administration des services généraux aux organisations éligibles en vertu des dispositions de la National Historic Lighthouse Preservation Act (en).

## Description
Le phare actuel  est une tour octogonale en brique de 18 m de haut. La tour est peinte en blanc et la lanterne est noire. Il émet, à une hauteur focale de 18 m, un flash blanc de 0.6 seconde  par période de 6 secondes. Sa portée est de 11 ou 9 milles nautiques (environ 20 ou 17 km).

## Caractéristiques dufeu maritime
Fréquence : 6 secondes (W)
- Lumière : 0.6 seconde
- Obscurité : 5.4 secondes

Identifiant  : ARLHS : USA-399 ; USCG :  7-17795 .

### Lien connexe
- Liste des phares au Michigan